# Kerekes Band
A kétszeres Fonogram-díjas Kerekes Band egy magyar népzenei alapokat funk, dzsessz, rock és elektronikus műfaji elemekkel ötvöző magyar zenekar, az ethno funk képviselője.

## A zenekar jellemzése
Betyárok. Bűnözők a hivatalos álláspont szerint, szabadságharcosok a nép dalaiban. A hatalom és elnyomás ellen vívott harcuk magasztos volt, dalaik mégis magányról és rabságról mesélnek. „Pásztor neveli a betyárt” – tartja a mondás, és a Kerekes Bandet alapító Fehér testvérek pont egy ilyen pásztor család leszármazottai. Őseik az 1700-as évek óta juhászkodtak az egri érseknél, üknagyapjuk bújtatta a leghíresebb mátrai betyárt, Vidróczki Mártont, akinek balladájából Kodály Zoltán írt vegyeskari művet.
Ez az örökség a Kerekes Band ihlető forrása, és a magyar népzene szűnni nem akaró megújítására való törekvés. A pásztorfurulya, a csángók által használt koboz és mezőségi brácsa adja eklektikus hangzásukat, melyet alátámaszt a rock szabad lüktetése és az erős színpadi jelenlét. Kemény, ellentmondást nem tűrő, mégis szabad zene ez. Amilyenek a betyárok is voltak.
A Kerekes Band zenéje egy magával ragadó világ, amely csak felfedezésre vár, és amelyben a hallgató átélheti, hogyan formálódik át a múlt a jelenben.

## Történet
A Kerekes együttes 1995-ben alakult Egerben. A kezdeti éveket az autentikus népzene gyűjtésével, tanulásával töltötték, és közel tíz évig tartottak táncházakat országszerte. Ezekből az időkből valók a moldvai és gyimesi népzenét tartalmazó lemezek (Hungarian Folk Music from Gyimes and Moldva, Fütyül a masina.) 2006-ban jelent meg első albumuk Kerekes Band néven, mely már az autentikus népzenétől eltávolodva önálló szerzeményeket tartalmaz. A zenekar máig alapérvényű Pimasz című lemezét a legtekintélyesebb világzenei szakmagazin, a brit Songlines beválogatta a világ 10 legjobb, újonnan megjelent lemeze közé. A Pimasz azóta arany és platinalemez lett, és elindította a zenekart az országos és nemzetközi hírnév felé. Európa szinte valamennyi országában játszottak, az itthoni fesztiválokon pedig szinte állandó fellépők. A zenekar ismertségét tovább emelte a szintén aranylemezes What The Folk?! album, mely meghozta a Kerekes Band számára az első Fonogram-díjat és az első rádiós slágert, a Mr. Hungaryt, amely hetekig vezette az MR2 slágerlistáját. A második Fonogram-díjat a Folklore Man kapta, hogy aztán egy élő koncertlemezzel is jelentkezzenek Live at A38 címmel.
A lemezek mellett az elismerések sem maradtak el a zenekar életéből: Fehér Zsombor, a zenekar vezetője megkapta a Népművészet Ifjú Mestere állami kitüntetést; 2008-ban az Oktatási és Kulturális Minisztérium a Kerekes Bandet választotta Magyarország kulturális nagykövetévé, majd a zenekar megyei Príma-díjat szerzett.
A Kerekes Band Magyarország egyik legkeresettebb koncertzenekara több mint évi hatvan koncerttel, a hazai koncerteket pedig rendszeres külföldi fellépések egészítik ki.

## Koncertek(nem teljes)

### Hazai
- Zeneakadémia (2001)
- Művészetek Palotája (2007, 2013, 2014)
- Sziget Fesztivál (2007–2012)
- VOLT Fesztivál (2010–2013)
- A38 Hajó (2006–2014)

### Külföldi
- Pori Folk Festival (Finnország)
- World EXPO, Zaragoza (Spanyolország)
- Interceltico Festival, Sendim (Portugalia)
- Ocho Rios Jazz Festival (Jamaica)
- Dun Laoghaire Festival of World Cultures, Dublin (Írország)
- Klaipeda Jazz Festival (Litvánia)
- Eurosonic Festival, Groningen (Hollandia)
- Rock For People Festival (Csehország)
- Open'er Festival (Lengyelország)

## Tagok
- Fehér Zsombor (furulya)
- Fehér Viktor (dob)
- Csarnó Ákos (brácsa)
- Námor Csaba (koboz)
- Sohajda Péter (basszusgitár) (2017-ig Kónya Csaba)

## Albumok
- Hungarian Folk Music From Gyimes and Moldva (2001., Periferic Records)
- Fütyül a Masina (2003., Periferic Records)
- Pimasz (2006., Kerekes Band, arany és platinalemez)
- Fel a Kalappal! (2008., Kerekes Band, aranylemez)
- What the folk? (2011., Kerekes Band, aranylemez, Fonogram-díj)
- Folklore Man (2013., Kerekes Band, Fonogram-díj)
- Live at A38 (2014., Kerekes Band)
- Argo 2 Soundtrack Album (2015)
- Back to Følk (Music from Følkland) (2016)
- ReWind (2019)

## Elismerések
- Fehér Zsombor – A Népművészet Ifjú Mestere cím (1998)
- Pimasz – Top of The World Album – Songlines magazin (2006)
- Kultúrák Közötti Párbeszéd Évének magyarországi nagykövetei (2008)
- Heves Megyei Príma-díj (2008)
- Fonogram díj – Az év hazai nép- vagy világzenei albuma (2012)
- Fonogram díj – Az év hazai világ- vagy népzenei albuma (2014)